# Phonak (equip ciclista)

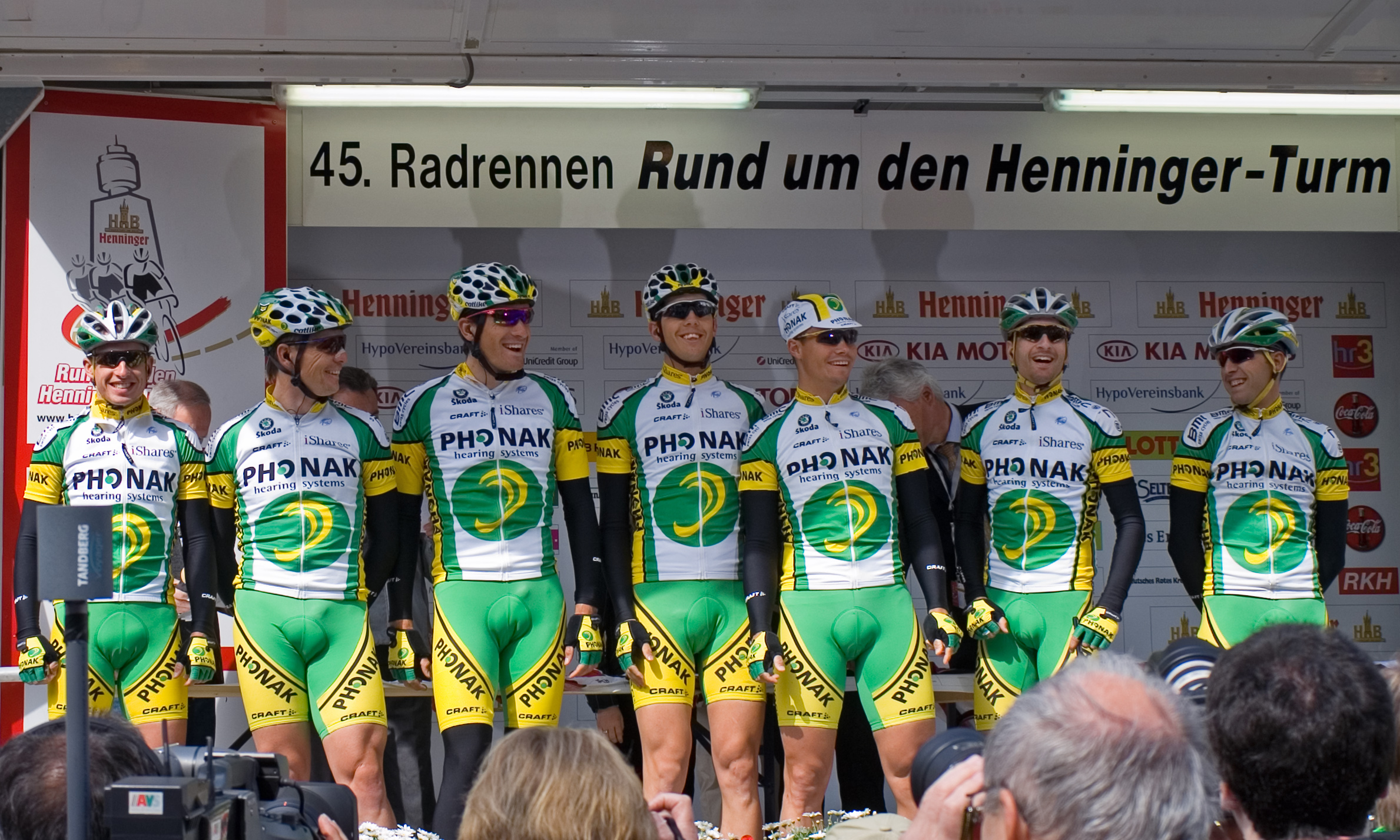
L'equip al 2006

El Phonak Hearing Systems (codi UCI: PHO) va ser un equip de ciclisme en ruta professional suís. Fundat el 2000 amb el patrocini de l'empresa Phonak Hearing Systems, es va dissoldre el 2006, enmig de problemes amb el dopatge.

## Història
Durant la temporada de 2004, Tyler Hamilton, capità de l'equip, i un dels favorits de guanyar el Tour de França, va donar positiu en un control antidopatge. També Oscar Camenzind, Santiago Pérez, Fabrizio Guidi i Sascha Urweider van tenir controls positius. Amb tot això, l'UCI per a aquest prohibir la participació de l'equip en l'edició inaugural de l'UCI ProTour de 2005, però el Tribunal d'Arbitratge de l'Esport va acceptar l'apel·lació de l'equip, pel que va ser readmès.
A l'any següent, el guanyador del Tour de França, Floyd Landis, membre de l'equip des de 2005, va donar positiu per prendre testosterona. L'any següent se li va retirar el triomf.
Phonak, el patrocinador principal, va decidir no renovar el seu patrocini per a la temporada 2007 i l'equip va desaparèixer. En sis anys d'existència més de deu ciclistes del Phonak van estar involucrats en casos de dopatge.

## Principals victòries

### Grans voltes
| - Tour de França - 4 participació (2003, 2004, 2005, 2006) - 1 victòries d'etapa: - 1 el 2005: Óscar Pereiro - 0 victòria final | - Giro d'Itàlia - 4 participacions: (2002, 2004, 2005, 2006) - 1 victòries d'etapa: - 1 el 2002: Juan Carlos Domínguez - 0 victòria final | - Volta a Espanya - 4 participacions (2003, 2004, 2005, 2006) - 4 victòries d'etapa: - 4 el 2003: Santiago Pérez (3), José Enrique Gutiérrez - 0 victòria final: |

### Campionats nacionals
- Campionat de Belarús en ruta (1): 2002 (Aliaksandr Vússau)
- Campionat d'Eslovènia en ruta (1): 2004 (Uroš Murn)
- Campionat de Suïssa en ruta (5): 2002 (Alexandre Moos), 2003 (Daniel Schnider), 2004, 2006 (Grégory Rast), 2005 (Martin Elmiger)
- Campionat de Suïssa en contrarellotge (1): 2001 (Jean Nuttli)

## Classificacions UCI
Fins al 1998 els equips ciclistes es trobaven classificats dins l'UCI en una única categoria. El 1999 la classificació UCI per equips es dividí entre GSI, GSII i GSIII. D'acord amb aquesta classificació els Grups Esportius I són la primera categoria dels equips ciclistes professionals. La següent classificació estableix la posició de l'equip en finalitzar la temporada.
| Temporada | Classificació per equips | Millor ciclista en la classificació individual |
| --------- | ------------------------ | ---------------------------------------------- |
| 2000      | 19è (GSII)               | Matthias Buxhofer (250è)                       |
| 2001      | 16è (GSII)               | Bert Grabsch (199è)                            |
| 2002      | 20è                      | Oscar Camenzind (51è)                          |
| 2003      | 17è                      | Óscar Pereiro (63è)                            |
| 2004      | 8è                       | Tyler Hamilton (21è)                           |

El 2005, l'equip s'integrà al ProTour. La taula presenta les classificacions de l'equip al circuit, així com el millor ciclista individual.
| Temporada | Classificació per equips | Millor ciclista en la classificació individual |
| --------- | ------------------------ | ---------------------------------------------- |
| 2005      | 2n                       | Santiago Botero (19è)                          |
| 2006      | 7è                       | José Enrique Gutiérrez (34è)                   |